# 俄罗斯入侵乌克兰中的美国
美国对2022年俄罗斯入侵乌克兰的立场在很大程度上是有利于乌克兰的，该国谴责入侵，向乌克兰提供人道主义援助，并制裁俄罗斯和白俄罗斯这两个严重参与入侵乌克兰的国家。

## 支持乌克兰
800名美军士兵将从意大利调往波罗的海地区，8架F-35战斗机将从德国调往东欧。32架阿帕奇直升机将从德国和希腊调往波兰。不過拜登表示美军不会在乌克兰与俄罗斯交战，但是會保卫北约每一寸领土。
美國国防部长劳埃德·奥斯汀下令向欧洲增派约7,000名军人。
美國國務卿安東尼·布林肯在2月26日宣布向烏克蘭提供3.5億美元的新增軍事援助，加強烏克蘭防衛能力。
2022年3月25日，美国总统拜登视察波兰靠近乌克兰边境地区。拜登表示赞赏乌克兰人民的勇气和韧劲, 并将乌克兰民众抵抗俄罗斯的行为比喻为另一場六四事件。
2022年10月4日至5日，路透社與易普索進行線上調查，總共訪問了1,005名美國人，其中73%受訪者認為，儘管俄羅斯警告說它可能動用核武，美國應繼續支持烏克蘭。
2022年10月24日，美国众议院30名民主党自由派议员发表致拜登总统的联名公开信，要求美国同俄罗斯直接举行谈判，协商结束衝突並且找到乌克兰人民可以接受的解决方案。民主黨議員主張一定程度地放松對俄制裁以及国际社会为乌克兰提供安全保障。這些民主党議員也谴责俄罗斯对乌克兰的侵略。10月25日，進步派民主黨人收回了致拜登總統的一封信。

## 谴责俄罗斯
美国总统乔·拜登发表声明称俄罗斯的入侵是“无端和不合理的”，指责普京发动了一场“有预谋的战争，并将带来灾难性的生命损失和人类苦难”。拜登在3月16日回答记者问题时称普京“是一名战犯”。3月24日，乔·拜登在布魯塞爾舉行的新聞發布會上，明確表示應該將俄羅斯驅逐出G20。拜登來到波蘭後又表示俄羅斯總統普京不應再繼續掌權。克里姆林宮發言人表示，普京是俄羅斯人民的選擇，並非由拜登決定。白宮官員表示，拜登的意思並非尋求變更俄羅斯政權。拜登後來也明確表示並非呼吁俄罗斯要實現政权更迭。此外美國決定加大力度向歐洲輸送液化天然氣，這樣可以讓歐洲擺脫對俄羅斯的能源依賴，同時拜登呼籲歐佩克國家增加石油產量，阿聯酋一度響應美國的提議增產，不過沙特阿拉伯抵制美國的倡議，此後阿聯酋又表示不會單獨增產。

## 制裁俄罗斯与白俄罗斯
拜登表示將凍結俄罗斯在美国的所有资产，限制俄罗斯使用美元、欧元、英镑和日元。
美国财政部宣布，由於白俄羅斯允許俄羅斯利用其領土對烏克蘭發動攻擊，決定对包括白俄罗斯国防部长在内的24名白俄罗斯个人和实体实施制裁。
2022年2月28日，美國宣布驱逐莫斯科驻纽约联合国使团的12名俄罗斯外交官。3月3日，美國追加制裁，俄羅斯新聞秘書德米特里·佩斯科夫，22個國防相關實體，艾里謝‧吾斯曼諾夫等19名寡頭及其47名家庭成員將面臨美國簽證限制。3月27日，美國宣佈會在一个月内对俄罗斯的470多名个人和196个实体实施制裁。